# Jaz Hedgeland
Jaz Hedgeland (1995) es una deportista australiana que compite en triatlón. Ganó cuatro medallas en el Campeonato de Oceanía de Triatlón entre los años 2015 y 2021.

## Palmarés internacional
| Campeonato de Oceanía | Campeonato de Oceanía    | Campeonato de Oceanía | Campeonato de Oceanía |
| Año                   | Lugar                    | Medalla               | Prueba                |
| --------------------- | ------------------------ | --------------------- | --------------------- |
| 2015                  | Devonport (Australia)    | Medalla de oro        | Individual            |
| 2016                  | Gisborne (Nueva Zelanda) | Medalla de bronce     | Individual            |
| 2019                  | Moreton Bay (Australia)  | Medalla de plata      | Individual            |
| 2021                  | Port Douglas (Australia) | Medalla de oro        | Individual            |